# Бад Хенинген
Бад Хенинген (њем. Bad Hönningen) град је у њемачкој савезној држави Рајна-Палатинат. Једно је од 62 општинска средишта округа Нојвид. Према процјени из 2010. у граду је живјело 5.755 становника. Посједује регионалну шифру (AGS) 7138004.

## Географски и демографски подаци
Бад Хенинген се налази у савезној држави Рајна-Палатинат у округу Нојвид. Град се налази на надморској висини од 65 метара. Површина општине износи 20,1 km². У самом граду је, према процјени из 2010. године, живјело 5.755 становника. Просјечна густина становништва износи 286 становника/km².

## Међународна сарадња
| Мјесто | Држава    | Врста сарадње | Од    |
| ------ | --------- | ------------- | ----- |
|        | Француска | контакт       | 1980. |
| Извор  |           |               |       |